# Daria Pratt
Daria Pankhurst Wright Pratt (mais tarde Karageorgevich; Cleveland, 21 de março de 1859 — Cannes, 26 de junho de 1938) foi uma golfista norte-americana que competiu no golfe nos Jogos Olímpicos de Verão de 1900, onde foi integrante da equipe feminina norte-americana que conquistou a medalha de bronze.